# 大串正樹
大串 正樹（おおぐし まさき、1966年〈昭和41年〉1月20日 - ）は、日本の政治家、研究者。自由民主党所属の衆議院議員（5期）、経済産業副大臣兼内閣府副大臣。
デジタル副大臣兼内閣府副大臣、経済産業大臣政務官等を歴任した。

## 来歴

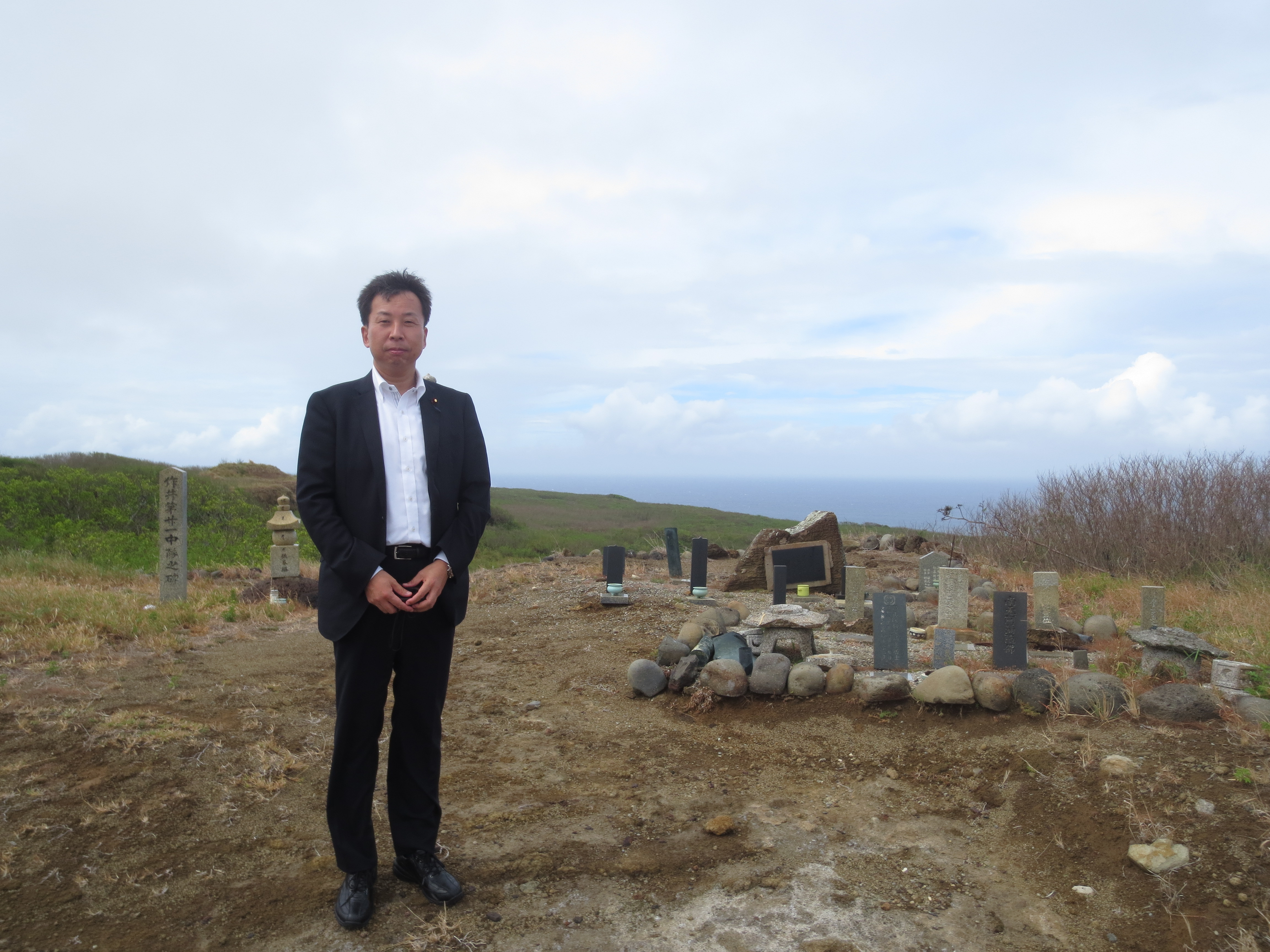
硫黄島を訪問した大串

兵庫県西宮市生まれ（現住所は伊丹市北本町１丁目）。報徳学園高等学校、東北大学工学部卒業。1991年、東北大学大学院工学研究科で修士課程を修了し、石川島播磨重工業（現IHI）に入社。1996年、松下政経塾に入塾（17期生）。2003年、北陸先端科学技術大学院大学で博士課程を修了し、同年より北陸先端科学技術大学院大学助教。2008年、西武文理大学サービス経営学部・看護学部准教授に着任し、2011年より同大看護学部客員教授。
2012年の第46回衆議院議員総選挙に自由民主党公認で兵庫6区から出馬し、民主党前職の市村浩一郎らを破り初当選した。
2014年の第47回衆議院議員総選挙では、民主党から立候補した元参議院議員の辻泰弘、次世代の党前職の杉田水脈らを破り、再選。
2017年4月18日、重婚不倫等の女性問題が報じられ辞任した中川俊直の後任の経済産業大臣政務官に任命され、第3次安倍第3次改造内閣で留任。同年の第48回衆議院議員総選挙では、日本維新の会に鞍替えした市村浩一郎や立憲民主党新人の桜井周らを破り、兵庫6区で3選（桜井は比例復活）。選挙後に発足した第4次安倍内閣で経済産業大臣政務官に再任。
2021年10月31日、第49回衆議院議員総選挙で前回下した維新の市村に惜敗 したが、比例近畿ブロックで復活し4選。
2022年8月10日に発足した第2次岸田第1次改造内閣において、デジタル副大臣と内閣府副大臣に就任した。
2024年10月27日、第50回衆議院議員総選挙で前回3位の立憲民主党の桜井周に敗北したが、比例近畿ブロックで復活し5選。
同年11月11日に発足した第2次石破内閣において、経済産業副大臣と内閣府副大臣に就任した。

## 政策・主張
- 第9条を含む日本国憲法の改正に賛成[17]。
- 憲法への緊急事態条項の創設に賛成[17]。
- 参議院議員通常選挙で隣接する県を一つの選挙区にする「合区」をなくすための憲法改正に反対[17]。
- 原子力発電について、日本に「必要だ」としている[17]。
- カジノの解禁に賛成[17]。
- 日本の核武装について「将来にわたって検討すべきでない」としており、非核三原則の「持ち込ませず」の部分についても「議論する必要はない」としている[17]。
- 選択的夫婦別姓制度導入に賛成[17]。
- 女性宮家の創設に賛成[17]。

## 人物

### 統一教会との関係
- 2022年5月、統一教会の関連団体は大串の政治資金パーティーのパーティー券を6万円購入した[18][19]。
- 2022年5月、統一教会の関連団体にお祝いメッセージを送った[20]。
- 2022年7月から8月にかけて、共同通信社は、全国会議員712人を対象に、統一教会との関わりを尋ねるアンケートを実施。8月31日に各議員の回答の全文を公表した。「旧統一教会またはその友好・関連団体等から、献金を受けたり政治資金パーティーのパーティー券を購入してもらったことはあるか」「選挙活動への支援、協力を受けたことはあるか」「行事、会合、集会等に出席したことはあるか」との問いに対し、大串はいずれも「ない」と回答した[21][22]。
- 同年10月20日、朝日新聞のスクープにより、教団の関連団体の「世界平和連合」と「平和大使協議会」が2021年の衆院選と2022年の参院選の際、数十人の自民党議員に対し「推薦確認書」を提示し、署名を求めていたことが明らかとされた[23]。こうした政策への賛同のほか、「『基本理念セミナー』への参加」を求めた[23]。「推薦確認書」という文書名は同じだが、議員によって示された政策の項目が違うものもあった[23]。提示された議員によると、平和連合側は文書を公表しないことを約束したという[23]。推薦確認書は下記の5つの項目から成り、事実上の「政策協定」であった[23][24]。「憲法を改正し、安全保障体制を強化すること」
「家庭教育支援法と青少年健全育成基本法の国会での制定に取り組むこと」
「LGBT問題、同性婚合法化などに関しては慎重に扱うこと」
「『日韓トンネル』の実現を推進すること」
「国内外の共産主義勢力、文化共産主義勢力などの攻勢を阻止すること」政策協定とは、団体や組織が立候補者を支持する見返りに、立候補者はその団体や組織が掲げる政策に賛同するという双方が見返りを求める内容の協定である。そしてその立候補者が当選した際には、議会等でその団体や組織の政策を主張するというものであり、選挙に勝つために一般的に行われているものである[25]。ただし政策協定は立候補者は当選する為の支持が欲しい為、支持する団体や組織の立場が強くなりがちであることが問題となると言われる[25]。
  - 同年10月26日、衆議院厚生労働委員会で立憲民主党の早稲田夕季は委員会に出席した政務三役全員に前述の「推薦確認書」への署名の有無をただした。その際、大串のみが「署名した」と答弁した。続いて質問に立った小川淳也が「なぜ今、明らかにしたのか。もっと早く説明できたのではないのか」と追及すると、大串は「なかなか見つからず、昨日見つかった」からだと説明した[26][27]。
  - 同年11月、朝日新聞社は全国会議員を対象に推薦確認書のやり取りをたずねるアンケートを実施した[28]。当該アンケートにより、大串正樹、斎藤洋明、山田賢司、深澤陽一の4人が推薦確認書に署名したことを認めた[29]。2021年10月3日、大串は支援者の教団関係者と会い、教団関係団体から推薦状を受け、推薦確認書にも署名した[30]。盛山正仁も推薦確認書に署名していた[31]。

## 所属団体・議員連盟
- 自民党たばこ議員連盟[32]
- 神道政治連盟国会議員懇談会
- 選択的夫婦別氏制度を早期に実現する議員連盟
- 優れた医療機器を国民に迅速かつ安全に届ける議員連盟
- 日本の歯科技術が世界を救う勉強会
- 自動車議員連盟
- ロボット政策推進議員連盟
- キャリア教育推進議員連盟
- みんなで靖国神社に参拝する国会議員の会
- 人権外交を超党派で考える議員連盟[33]

## 選挙歴
| 当落 | 選挙                   | 執行日         | 年齢 | 選挙区      | 政党       | 得票数     | 得票率 | 定数 | 得票順位 /候補者数 | 政党内比例順位 /政党当選者数 |
| ---- | ---------------------- | -------------- | ---- | ----------- | ---------- | ---------- | ------ | ---- | ------------------ | ---------------------------- |
| 当   | 第46回衆議院議員総選挙 | 2012年12月16日 | 46   | 兵庫県第6区 | 自由民主党 | 9万9988票  | 36.04% | 1    | 1/5                | /                            |
| 当   | 第47回衆議院議員総選挙 | 2014年12月14日 | 48   | 兵庫県第6区 | 自由民主党 | 11万6328票 | 48.93% | 1    | 1/4                | /                            |
| 当   | 第48回衆議院議員総選挙 | 2017年10月22日 | 51   | 兵庫県第6区 | 自由民主党 | 9万3622票  | 41.75% | 1    | 1/4                | /                            |
| 比当 | 第49回衆議院議員総選挙 | 2021年10月31日 | 55   | 兵庫県第6区 | 自由民主党 | 8万7502票  | 34.39% | 1    | 2/3                | 3/8                          |
| 比当 | 第50回衆議院議員総選挙 | 2024年10月27日 | 58   | 兵庫県第6区 | 自由民主党 | 6万9721票  | 29.28% | 1    | 2/5                | /6                           |